# 岡部守
岡部 守（おかべ まもる、1945年－ ）は、日本の農学者。農学博士（東京大学）。農業経済学の専門。東京農業大学名誉教授、吉林大学客員教授、ノースカロライナ州立大学客員教授、農村振興庁客員研究員、上海財経大学客員研究員、浙江海洋学院客員教授を歴任。専門は土地改良区、産地直結事業、水の文化誌などの研究。

## 略歴
- 1964年　大阪府立清水谷高等学校卒業
- 1968年　早稲田大学法学部卒業
- 1968年　東京大学農学部大学院農業経済学科修士課程入学　博士課程を経て
- 1974年　東京農業大学大学農業経済学科助手採用　講師　助教授　教授を経て
- 2011年　満期退職　名誉教授

## 主な著書
- 『産直と農協』日本経済評論社
- 『水の文化誌』論創社
- 『文明を生みだす川』農文協
- 『共同購入と生協』日本経済評論社
- 『土地改良区と農村環境保全』農政調査委員会
- 『農業・水管理論』日本イリゲーションクラブ
- 『土地利用調整と改良事業』日本経済評論社
- 『水土里の再生』筑波書房
- 農村・食糧問題の新視角ー昭和戦後後期ー　ｖ２ソルーション

編著
- 『農を生命の産業と考える』学陽書房
- 『地域産業の振興と経済』筑波書房
- 『食料環境経済学入門』筑波書房
- 『農村女性による起業と法人化』筑波書房
- 『日本農業概論』編著中文 中国農業出版社
- 『日本水産業概論』編著 中文中国西北科技大学出版社

監修
- 農業土木古典選集 第1期全12巻 第2期全10巻 日本経済評論社
- 経済学方法論 上巻 中国マルクス主義経済学の視点 　程恩富著　八朔社
- 経済学方法論下巻 中国マルクス主義経済学の外延的拡大 程恩富著　八朔社
- 「中国農業の転換と課題」ｖ２ソルーション

## くの注
1. Amazon.co.jp: 岡部 守:作品一覧、著者略歴
2. KAKEN - 岡部 守(00078198)
3. 農経会誌　東京農業大学食糧環境経済学科　岡部守退職記念特集　２０１１年
4. 岡部守―研究者ーreserchmap
5. 研究者データ「岡部守」
6. 「中国農業の転換と課題」薛宇峰あとがきに　岡部守の略歴　著書紹介　がある。